# Stockholms Filmskola
Stockholms Filmskola är en praktiskt inriktad filmskola och ligger i Bromma, Stockholm. 
Skolan grundades av filmarbetare år 1984 under namnet Nya Filmskolan och drevs till en början i samarbete med studieförbundet TBV, men ombildades 1989 till en egen föreningsform. Dess syfte är att i en tvåårig kurs ge en god översiktlig, praktisk, gemensam allmänutbildning inom alla filmproduktionens sex discipliner; production, manus, foto, regi, ljud och klippning, snarare än en specialiserad yrkesutbildning. Redan från start var skolan en av få svenska filmskolor som använt sig av 16-millimetersfilm och inte bara med digital film i undervisningen. Utbildningen genomsyras av praktiskt arbete. 
Den tvååriga utbildningen Praktisk Filmutbildning står under tillsyn av Yrkeshögskolan inom konst- och kulturutbildningar och är CSN berättigad. Sedan 2020 är Anders Rune rektor på skolan.
Ett stort antal verksamma filmarbetare, kända regissörer med flera har utbildats vid skolan genom åren, däribland Svenska Filminstitutets VD, Anna Serner.

## Urval av tidigare elever vid Stockholms Filmskola
- Anna Croneman, film- och teveproducent (Kronprinsessan, Drottningoffret, Coacherna, Gräns)
- Anna Serner, VD Svenska Filminstitutet
- Amanda Adolfsson, manusförfattare/regissör (Unga Sophie Bell)
- Aril Wretblad, filmfotograf (Kopps, Zozo, Jalla! Jalla!, Snabba Cash)
- Askild Vik Edvardsen, filmfotograf (Snabba cash – Livet Deluxe, Ping-pongkingen, Fatso)
- Babak Najafi, regi (Sebbe, Snabba Cash II, London Has Fallen)
- Björn Engström, manusförfattare/regissör/klippare (Meningen med Hugo, Enhälligt beslut)
- Daniel Bramme, Head of acquisitions, Los Angeles
- Daniel Espinosa, regissör (Snabba Cash, Child 44)
- Ella Lemhagen, regissör (Tsatsiki, morsan och polisen, Patrik 1,5, Kronjuvelerna)
- Fredrik Edfeldt, regissör (Flickan)
- Fredrik Morheden, klippare (En man som heter Ove, Johan Falk, Himlen är oskyldigt blå, Populärmusik från Vittula, Varannan vecka, Det nya landet)
- Geir Hansteen Jörgensen, regissör (Det nya landet)
- Jonas Alarik, filmfotograf (Hamilton - I nationens intresse, Drottningoffret, Kungamordet, Kronprinsessan, Lilja 4-ever, Mig äger ingen, Allt om min buske)
- Jörgen Bergmark, manusförfattare/regissör (Psalmer i köket, En kärleksaffär, Det enda rationella, Skeppsholmen, Livet i Fagervik)
- Karin af Klintberg, producent  (Värsta språket, REA, Kobra, Landet brunsås, Historieätarna, Tusen år till julafton, Ebbe the movie)
- Karl Seldahl, teaterregissör. Konstnärlig ledare på Estrad Norr.
- Kasper Collin, dokumentärfilmare/regissör/producent/klippare/manusförfattare (I Called Him Morgan, My Name Is Albert Ayler)
- Linus Sandgren, filmfotograf (La La Land, First Man, Storm, Promised Land)
- Lisa Aschan, regissör (Apflickorna, Det vita folket)
- Lisa Munthe, regissör/manusförfattare (Armbryterskan från Ensamheten)
- Lisa Siwe, regissör (I taket lyser stjärnorna, Bron)
- Maria Bolme, manusförfattare/regissör/rollsättare. (Annas bästa kompis, Barbieblues, Bamse och tjuvstaden, Vera med flera)
- Mia Engberg, dokumentärfilmregissör (The Stars We Are, Belleville Baby)
- Mikael Marcimain, regissör (Lasermannen, Call Girl, Gentlemen)
- Måns Mårlind/Björn Stein, regissör (Snapphanar, Underworld: Awakening, Känn ingen sorg)
- Nathalie Drago, producent/manusförfattare/scripta (Vingar av glas, Födelsedagar och andra katastrofer, Pundarhund, Hip hip hora!)
- Peter Grönlund, manusförfattare/regissör (Tjuvheder, Goliat)
- Pia Gradvall, manusförfattare (Stora och små mirakel, Mig äger ingen, Kronprinsessan, Rederiet, Spung)
- Rasmus Tirzitis, regissör (Vilsen)
- Simon Pramsten, foto (Till det som är vackert, Sebbe, En gång i Phuket, Cockpit)
- Teresa Fabik, regissör (Hip hip hora!, Små citroner gula, Prinsessa)
- Tony Krantz, producent (Viking Destiny, Iskariot)
- Ylva Gustavsson, regissör (Förortsungar, Greta Garbo och jag)
- William Olsson, regissör (Förtroligheten, Swiss Army Man, I'm Not a Bird)